# Ernst Wilhelm Meyer
Ernst Wilhelm Meyer (* 20. Mai 1779 in Bückeburg; † 14. Juli 1868 in Hannover) war ein deutscher Orgelbauer im Königreich Hannover.

## Leben
Nach seiner Lehre (vor 1801) bei Hinrich Just Müller in Wittmund und beim Hoforgelbauer Wilhelm Heinrich Bethmann in Hannover folgten Wanderjahre, die ihn zu Johann Wolfgang Witzmann nach Bremen, zu Keller nach Magdeburg und zu Johann Wilhelm Grüneberg in Brandenburg führten. Für das Jahr 1801/02 ist während seiner Zeit bei Baethmann seine Mitarbeit beim Orgelneubau in Dannenberg bezeugt. Er ließ sich 1806 in Hannover nieder und eröffnete dort 1810 eine eigene Meisterwerkstatt. Er heiratete Christiane Jochums. Einen Tag nach dem Tod des Hoforgelbauers Christian Bethmann im Jahr 1833 bewarb sich Meyer um diesen Posten. 1834 wurde er zum Hoforgelbauer ernannt. Trotz seiner Bemühungen konnte Meyer im Bereich der Niederelbe keinen Fuß fassen; nur für Buxtehude ist eine Reparatur bezeugt. Während er anfänglich im Westen Hannovers mit Reparaturmaßnahmen betraut wurde, weitete sich sein Wirkungsfeld im Königreich Hannover aufgrund seines guten Rufs schnell aus und er lieferte eine Orgel sogar nach Wyborg aus, das damals zu Finnland gehörte. Schon früh übernahm Meyer im Konsistorium bald gutachterliche Aufgaben. Bis 1833 war Bethmann, der Sohn seines Lehrmeisters, sein größter Konkurrent, später Philipp Furtwängler. Seine Söhne Eduard Meyer und (Carl) Wilhelm Meyer (1808–1882) traten in die Werkstatt mit ein. Im Jahr 1838 übertrug Ernst Wilhelm den beiden die Leitung, war aber zumindest für einige Jahre noch in der Firma tätig. Die Werkstatt genoss einen hervorragenden Ruf; über 100 Orgeln wurden von ihr errichtet, bis sie zwei Jahre nach dem Tod des Gründers im Jahr 1870 erlosch.

## Werkliste
Kursivschreibung gibt an, dass die Orgel nicht oder nur noch das historische Gehäuse erhalten ist. In der fünften Spalte bezeichnet die römische Zahl die Anzahl der Manuale und ein großes „P“ ein selbstständiges Pedal. Die arabische Zahl gibt die Anzahl der klingenden Register an. Die letzte Spalte bietet Angaben zum Erhaltungszustand oder zu Besonderheiten.
| Jahr      | Ort                 | Kirche                          | Bild | Manuale | Register | Bemerkungen |
| --------- | ------------------- | ------------------------------- | ---- | ------- | -------- | --- |
| 1818      | Lenthe              | Kirche zu den 10.000 Rittern    |      | I/P     | 8        | Gehäuse und Subbaß 16′ erhalten |
| 1822      | Grasdorf (Laatzen)  | St.-Marien-Kirche               |      |         |          | nicht erhalten |
| 1826      | Osterwald (Garbsen) | Ev.-luth. Kirche                |      | I/P     | 10       | um 1865 Umdisponierung durch Folkert Becker, 1990/91 Instandsetzung durch Martin Haspelmath                                                                                            |
| 1830/1831 | Stolzenau           | St. Jacobi                      |      |         |          | Neubau unter Einbeziehung von Teilen der Vorgängerorgel; Prospekt erhalten |
| 1831      | Schönhagen (Uslar)  | Martin-Luther-Kirche            |      | I/P     | 13       | Bis auf die Prospektpfeifen fast unverändert erhalten |
| 1834      | Celle               | Stadtkirche St. Marien          |      | III/P   | 49       | Neubau der Windladen |
| 1838      | Hannover            | Schlosskirche                   |      |         |          | [ 4 ] |
| 1839      | Estorf (Weser)      | Ev.-luth. Kirche                |      | I/P     | 11       | 2005 Restaurierung durch Jörg Bente; fast unverändert erhalten |
| 1839      | Hilligsfeld         | Ev.-luth. Martini-Kirche        |      | II/P    | 14       | 1991 Restaurierung durch Gebr. Hillebrand und Erweiterung um eine Trompete 8′ auf einer Leerschleife Meyers; erhalten                                                                  |
| 1839      | Wyborg              | Schwedisch-Deutsche Pfarrkirche |      | II/P    | 21       | 1895 nach Ylitornio verkauft und dort in den 1920er Jahren außer Betrieb genommen |
| um 1840   | Oiste               | Kirche zu Oiste                 |      | I/P     | 8        | In den 1960er (?) Jahren Neubau durch Hans Wolf (heute I/P/12); 4 Register (ganz oder teilweise), darunter die Prospektpfeifen, von Meyer erhalten                                     |
| 1841      | Hamburg-Harburg     | Dreifaltigkeitskirche           |      |         |          | Kirche 1944 durch Bomben zerstört |
| 1842      | Bergen an der Dumme | Pauluskirche                    |      | II/P    | 16       | Planung durch E. W. Meyer ab 1837; Aufstellung durch die beiden Söhne; weitgehend erhalten                                                                                             |
| 1842      | Hodenhagen          | St. Thomas und Maria            |      | I/P     | 9        | restauriert 2018 |
| 1845      | Wettbergen          | St. Johannis der Täufer         |      | I/P     | 10       | Umbau 1937 durch P. Furtwängler & Hammer, 1980 Generalüberholung Emil Hammer Orgelbau, 1999 Instandsetzung durch Orgelbau Bente; Hauptwerks-Lade sowie einige wenige Register erhalten |